# Dorian Rigal-Ansous
Dorian Rigal-Ansous (geb. vor 1990) ist ein französischer Filmeditor.
Er ist seit Anfang der 1990er Jahre im Bereich Filmschnitt tätig. Bis heute war er an mehr als 20 Filmproduktionen beteiligt. Er wurde für den César in der Kategorie Bester Schnitt für die Filme Ziemlich beste Freunde (2012), Das Leben ist ein Fest (2018) und Alles außer gewöhnlich (2020) nominiert.

## Filmografie (Auswahl)
- 2005: Zwei ungleiche Freunde (Je préfère qu’on reste amis…)
- 2010: Der Auftragslover (L’Arnacœur)
- 2011: Ziemlich beste Freunde (Intouchables)
- 2011: Haftbefehl – Im Zweifel gegen den Angeklagten (Présumé coupable)
- 2012: Der Nächste, bitte! (Un plan parfait)
- 2014: Heute bin ich Samba (Samba)
- 2017: Das Leben ist ein Fest (Le sens de la fête)
- 2019: Alles außer gewöhnlich (Hors normes)
- 2023: A Difficult Year (Une année difficile)